# ساداشيف أمرابوركار
ساداشيف داتاراي أمرابوركار (11 مايو 1950 - 3 نوفمبر 2014) كان ممثلًا هنديًا، اشتهر بأدائه في الأفلام الماراثية والهندية من عام 1983 إلى عام 2013.  قام بالتمثيل في أكثر من 300 فيلم باللغة الهندية والمراثية ولغات إقليمية أخرى. لعب أمرابوركار دورًا سلبيًا ضد دارميندرا في أول فيلم ناجح للمخرج أنيل شارما، وهو فيلم Hukumat في عام 1987.

## نبذة
وُلِد أمارابوركار في 11 مايو 1950، في أحمد نجار في ولاية ماهاراشترا، في عائلة ثرية. كان والده رجل أعمال وعاملاً اجتماعيًا في أحمد نجار. شقيقه الأصغر نيلكانث أمارابوركار هو رجل أعمال في المدينة اليوم.
بدأ أمرابوركار التمثيل خلال أيام دراسته. أثناء إكماله درجة الماجستير في التاريخ في جامعة بوني، كان مشاركًا في المسرح.

## حياة مهنية
بدأ أمرابوركار مسيرته المهنية ممثلاً في المسرح الماراثى، مثّل وأخرج ما يقرب من خمسين مسرحية، قبل الانتقال إلى الأفلام. ظهر لأول مرة في فيلمه بدور بال جانجادهار تيلاك في 22 يونيو 1897، وهو فيلم تاريخي ماراثي من إخراج جايو باتواردهان وناتشيكيت باتواردهان. 
حصل على عدد من الجوائز في المسرح والسينما. كان أول فيلم هندي له أرد ساتيا (1983) للمخرج جوفيند نيهالاني، والذي فاز عنه بجائزة فيلم فير. لقد عمل في أكثر من 300 فيلم باللغات الهندية والماراثية والبنغالية والأوريا والهاريانفي والتيلجو والتاميلية. في عام 1993، فاز بجائزة فيلم فير لأفضل ممثل في دور شرير، وكانت تلك المرة الأولى التي توزّع فيها هذه الجائزة.

## روابط خارجية
- ساداشيف أمرابوركار في قاعدة بيانات الأفلام على الإنترنت
- ساداشيف أمرابوركار في بوليوود هانجاما